# Jiří Svoboda (politik ANO)
Jiří Svoboda (* 24. listopadu 1959 Pardubice) je český politik a mediální poradce, od roku 2016 zastupitel Jihočeského kraje, od listopadu 2014 do června 2015 a znovu od září 2015 do října 2022 primátor města České Budějovice, člen hnutí ANO.

## Život
Vystudoval Vysokou školu strojní a elektrotechnickou v Plzni (promoval v roce 1984 a získal tak titul Ing.).
Následně v letech 1984 až 1989 pracoval jako operátor reaktoru v ČEZu. U stejného zaměstnavatele pak do roku 1993 působil jako vedoucí odboru PR a tiskový mluvčí Jaderné elektrárny Temelín.
V roce 1993 nastoupil do Českého rozhlasu, kde zastával různé řídicí funkce od vedoucího komerčního odboru až po ředitele úseku komunikace. V roce 1999 se stal marketingovým ředitelem BVV Brno. V letech 2000 až 2003 pracoval jako obchodní náměstek v brněnské akciové společnosti OHL ŽS.
Dne 30. dubna 2003 jej Rada Českého rozhlasu jmenovala ředitelem Českého rozhlasu v Českých Budějovicích. Od 1. dubna 2013 do 30. června 2014 pak zastával pozici náměstka generálního ředitele ČRo pro strategický rozvoj. Na podzim 2014 se uvádí jako mediální poradce.
Jiří Svoboda žije v Českých Budějovicích.

## Politické působení
Do politiky se pokoušel vstoupit, když v komunálních volbách v roce 2002 kandidoval jako nestraník za SNK-ED do Zastupitelstva města České Budějovice, ale neuspěl.
O 12 let později byl ve volbách v roce 2014 zvolen jako nestraník za hnutí ANO 2011 zastupitelem města České Budějovice. Jelikož byl lídrem kandidátky a hnutí ANO 2011 ve městě volby vyhrálo (20,65 % hlasů, 12 mandátů), stal se kandidátem na post primátora města. Musel však ustát pokus nově zvolené zastupitelky za hnutí ANO 2011 Elišky Richtrové o vlastní kandidaturu na funkci primátorky (argumentovala tím, že získala v rámci kandidátky nejvíce preferenčních hlasů). Hnutí ANO 2011 nakonec vytvořilo koalici s hnutím Občané pro Budějovice, TOP 09 a KDU-ČSL a Jiří Svoboda byl dne 21. listopadu 2014 zvolen primátorem města České Budějovice. Z funkce primátora byl odvolán městskými zastupiteli na podnět opoziční ČSSD 29. června 2015. Primátorem byl znovu zvolen v září 2015.
V krajských volbách v roce 2016 byl za hnutí ANO 2011 zvolen zastupitelem Jihočeského kraje. Ve volbách do Poslanecké sněmovny PČR v roce 2017 kandidoval za hnutí ANO 2011 v Jihočeském kraji. V krajských volbách v roce 2020 obhájil post zastupitele Jihočeského kraje.
V komunálních volbách v roce 2018 byl z pozice člena hnutí ANO 2011 lídrem kandidátky tohoto hnutí do Zastupitelstva města České Budějovice, mandát zastupitele města obhájil. Koalici následně vytvořily vítězné hnutí ANO 2011, druhé hnutí OBČANÉ PRO BUDĚJOVICE, šesté uskupení „STAROSTOVÉ A NEZÁVISLÍ a Čisté Budějovice“ a sedmé uskupení „Společně pro Budějovice – Lidovci a TOP 09“. Dne 15. listopadu 2018 byl Svoboda opět zvolen primátorem města.
Také v komunálních volbách v roce 2022 byl lídrem kandidátky hnutí ANO. Ve volbách byl sice zvolen, ale ve funkci primátorky města jej ke konci října 2022 vystřídala Dagmar Škodová Parmová z ODS.
V krajských volbách v roce 2024 obhájil jako člen hnutí ANO post zastupitele Jihočeského kraje.